# Маріка чорночерева
Ма́ріка чорночерева (Cinnyris nectarinioides) — вид горобцеподібних птахів родини нектаркових (Nectariniidae). Мешкає в Східній Африці.

## Підвиди
Виділяють два підвиди:
- C. n. erlangeri (Reichenow, 1905) — південно-східна Ефіопія, південне Сомалі і північно-східна Кенія;
- C. n. nectarinioides Richmond, 1897 — південно-східна Кенія і північно-східна Танзанія.

## Поширення і екологія
Чорночереві маріки мешкають в Танзанії, Кенії, Ефіопії і Сомалі. Вони живуть в саванах та заростях на берегах річок.